# Estádio Ennio Tardini
O Estádio Ennio Tardini (Stadio Ennio Tardini) é um estádio localizado em Parma, na Itália. Inaugurado em 1924, passou por reformas entre 1990,1997, 2006 e 2018 tendo atualmente 22.352 lugares e recebe os jogos do time de futebol Parma Football Club.
Endereço: Viale Partigiani d'Italia 1, 43123 Parma